# Epioblasma cincinnatiensis
Epioblasma cincinnatiensis је шкољка из реда Unionoida.

## Угроженост
Ова врста је изумрла, што значи да нису познати живи примерци.

## Распрострањење
Ареал врсте је био ограничен на једну државу. 
Сједињене Америчке Државе су биле једино познато природно станиште врсте.

## Станиште
Ранија станишта врсте су укључивала речне екосистеме и слатководна подручја.

## Синоними
Сноним за ову врсту је Unio cincinnatiensis.